# Zoltán Szabó
Ne pas confondre avec le mathématicien hongro-américain Zoltán Szabó.
Zoltán Szabó (en serbe cyrillique : Золтан Сабо), parfois orthographié Zoltan Sabo, est un footballeur serbo-hongrois né le 26 mai 1972 à Belgrade et mort le 15 décembre 2020 qui évoluait au poste de défenseur.